# Nudaria hemerobia
Nudaria hemerobia är en fjärilsart som beskrevs av Jacob Hübner 1800. Nudaria hemerobia ingår i släktet Nudaria och familjen björnspinnare. Inga underarter finns listade i Catalogue of Life.